# Galassia Nana Ursa Major I
La galassia nana dell'Orsa Maggiore (UMa dSph) è una galassia nana sferoidale satellite della Via Lattea. È stata scoperta da Beth Willman et al. nel 2005.

## Caratteristiche
Essendo una piccola galassia nana misura solo poche migliaia di anni luce di diametro. Ad oggi è la seconda galassia meno luminosa conosciuta (se si escludono le galassie oscure). La sua magnitudine assoluta è solo -6,75, ciò significa che è meno luminosa perfino di alcune stelle. La sua luminosità è comparabile a quella della stella Rigel.

La galassia nana dell'Orsa Maggiore è simile alla galassia Nana del Sestante, entrambe sono vecchie e povere di metalli.
La galassia si trova a circa 330.000 anni luce dalla Terra, che è circa il doppio della distanza della Grande Nube di Magellano, la più grande e luminosa galassia satellite della Via Lattea.

## Un'altra nana dell'Orsa Maggiore
In passato esisteva un altro oggetto chiamato Nana dell'Orsa Maggiore, era stato scoperto da Edwin Hubble nel 1949. A causa della sua forma particolare per qualche tempo si è pensato fosse una galassia nana sferoidale o una galassia nana ellittica. Tuttavia più tardi si è scoperto che si tratta in realtà di un ammasso globulare della nostra galassia molto distante (360.000 anni luce). Quell'ammasso oggi si chiama Palomar 4.